# Корепино (Пермский край)
Корепино — село в Чердынском городском округе Пермского края России. Расположено примерно в 80 километрах на север-северо-восток от окружного центра — города Чердынь, на правом берегу реки Колвы.
Не позже 1840-х годов в селе построена Христорождественская церковь. Однопрестольная деревянная церковь построена на средства прихожан вместо прежней сгоревшей (1844). Существовала какое-то время как единоверческая. В 1935 закрыта, здание передано под клуб. Ныне заброшена. В 1869 году в селе показано волостное правление, 19 дворов и 122 жителя.
Климат умеренно континентальный, с продолжительной холодной зимой и умеренно тёплым коротким летом. Средняя многолетняя температура января составляет −16,4 °С (абсолютный минимум −46 °С), температура июля — +16,8 °С (абсолютный максимум 36 °С). Среднегодовое количество осадков — 605 мм. При этом две трети от общего количества осадков выпадает с апреля по октябрь. Продолжительность безморозного периода составляет 109 дней.

## Население
| 2010 |
| ---- |
| 10   |

В 2002 году было учтено 49 постоянных жителей (94 % русские).